# Срећно, Кекец!
Срећно Кекец! (словен. Srečno, Kekec!) је југословенски и словеначки филм, уједно и први словеначки филм снимљен у боји. Први пут је приказан 20. новембра 1963. године. Режирао га је Јоже Гале а сценарио је написао Иван Рибич, према приповеткама словеначког дечјег писца Јосипа Вандота. Други је од три филма снимљених о дечаку Кекецу (Кекец, Срећно, Кекец! и Кекецове смицалице).

## Улоге
| Глумац          | Улога   |
| --------------- | ------- |
| Руса Бојц       | Пехта   |
| Бланка Флорјанц | Мојца   |
| Велимир Гјурин  | Кекец   |
| Марија Горшич   | Мајка   |
| Мартин Меле     | Розле   |
| Стане Север     | Просјак |
| Берт Сотлар     | Отац    |